# The Medical Letter on Drugs and Therapy
The Medical Letter on Drugs and Therapeutics, abgekürzt Med. Lett. Drugs Ther., ist eine wissenschaftliche Fachzeitschrift, die vom Medical Letter-Verlag veröffentlicht wird. Die Zeitschrift hat sich die Aufgabe gestellt, richtige und brauchbare Informationen über Arzneimittel und die Therapie häufiger Erkrankungen zu veröffentlichen.
Der Impact Factor lag im Jahr 2013 bei 0,407. Nach der Statistik des ISI Web of Knowledge wird das Journal mit diesem Impact Factor in der Kategorie Pharmakologie und Pharmazie an 236. Stelle von 256 Zeitschriften geführt.